# 英国铁路90型电力机车
英铁90型电力机车制造于1987-1990年，为英國鐵路工程公司 克鲁工厂生产，每台机车重84.5吨，最高速度110英里/小时（180km/h），供电制式为25千伏工频单相交流电，功率为5000马力（3700 Kw）。该型号机车主要牵引旅客快车和重载货车。
90型电力机车制造于1980年代末，编号为90001-90050。该型车发展自英铁87型电力机车，但做了许多改进并拥有自己的特性。该型车主要为了替换老旧的81－85型机车，这些老旧的机车很容易发生火灾损坏。
该型车在威斯丁豪斯空气制动器的基础上加装了电阻制动器。分時多工系统使得两节或多节机车重连，列車另一端加掛駕駛拖車，则在列车换向时无需摘挂鐵路機車只需火车司机交换驾驶室即可。列车牵引8輛英国铁路3型客车时，速度在1英里（1.6公里）内达到60英里/小时（97 km/h），在1.5英里（2.4公里）内达到100英里/小时（161 km/h）
1980年代初，随着英国国铁拆分，26台机车归属货物运输，它们重新定型为90/1并编号为90125-150（在原号上＋100），该型车降速为75英里/小时（121 km/h），去除了客车供电系统。许多改型车于1994年重新喷涂为双色灰的铁路货运公司涂装。三台机车（编号为90128-90130）喷涂了“大陆”型涂装（NMBS/SNCB蓝、DB红、SNCF 灰）以庆祝1992年实现货物联运。

## 相册（机车涂装）

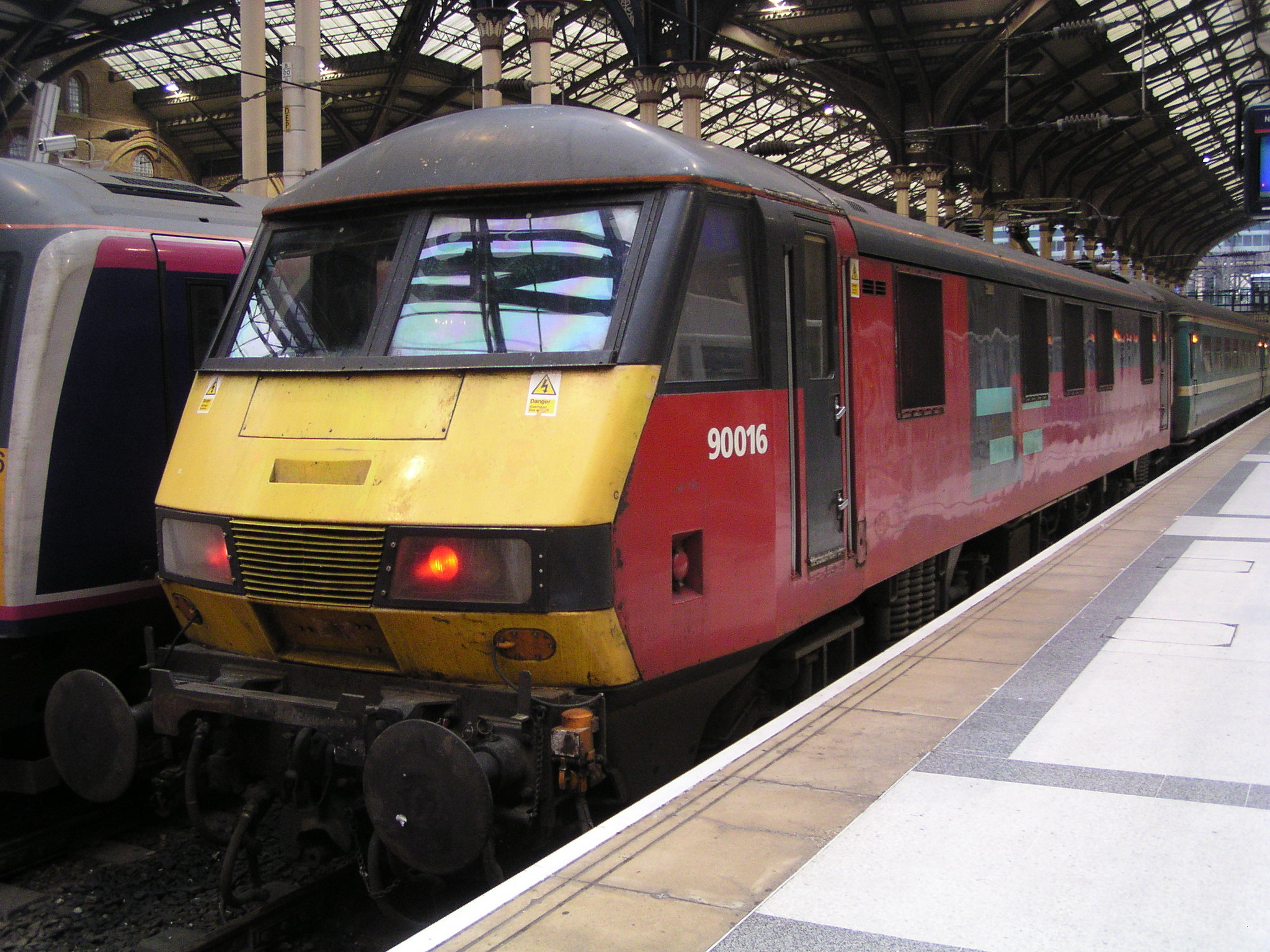
No.90016号车在伦敦利物浦车站，快车系统涂装，2004。
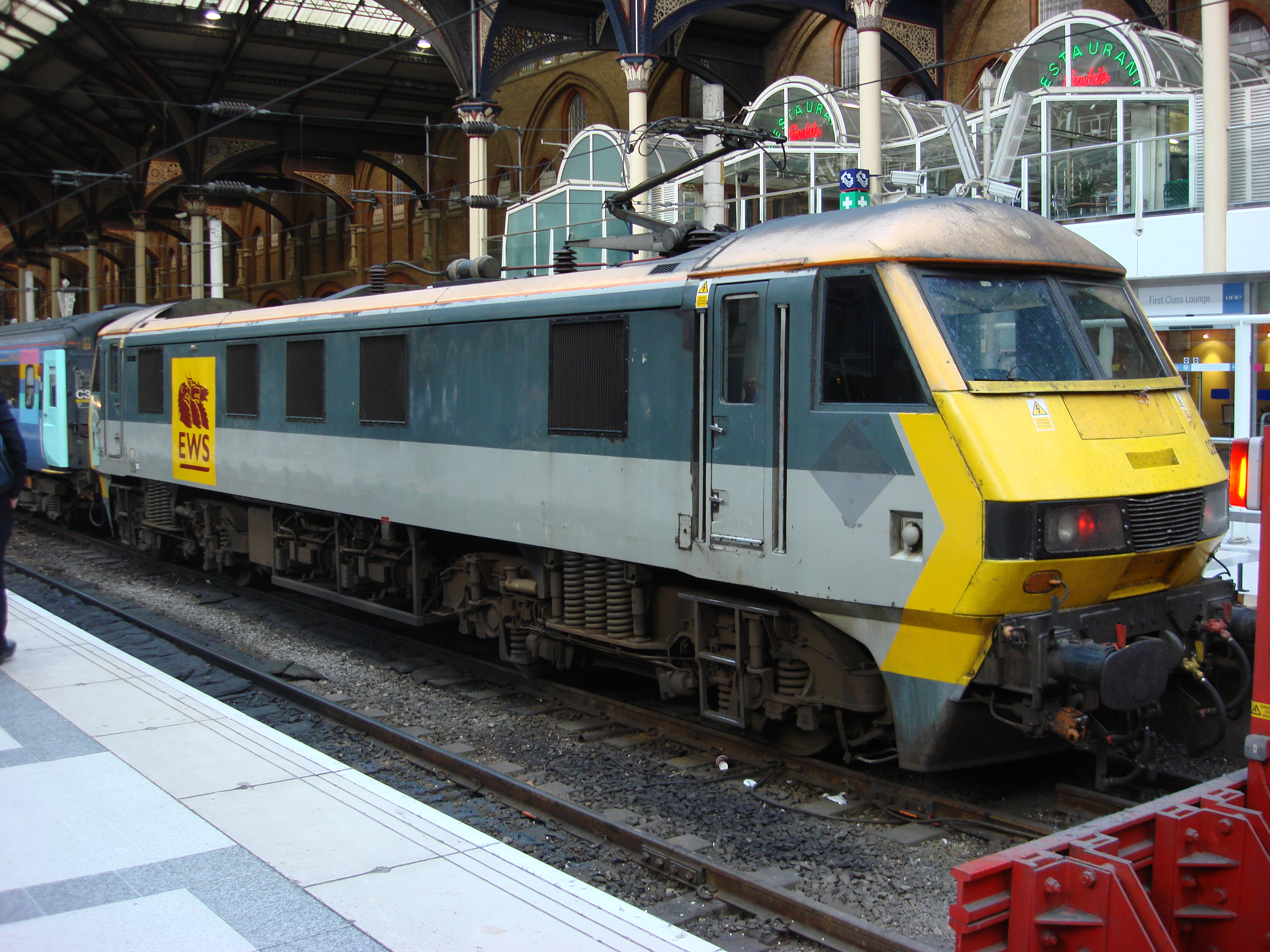
No.90036号车在伦敦利物浦车站，EWS公司租借给快线铁路公司，2007。
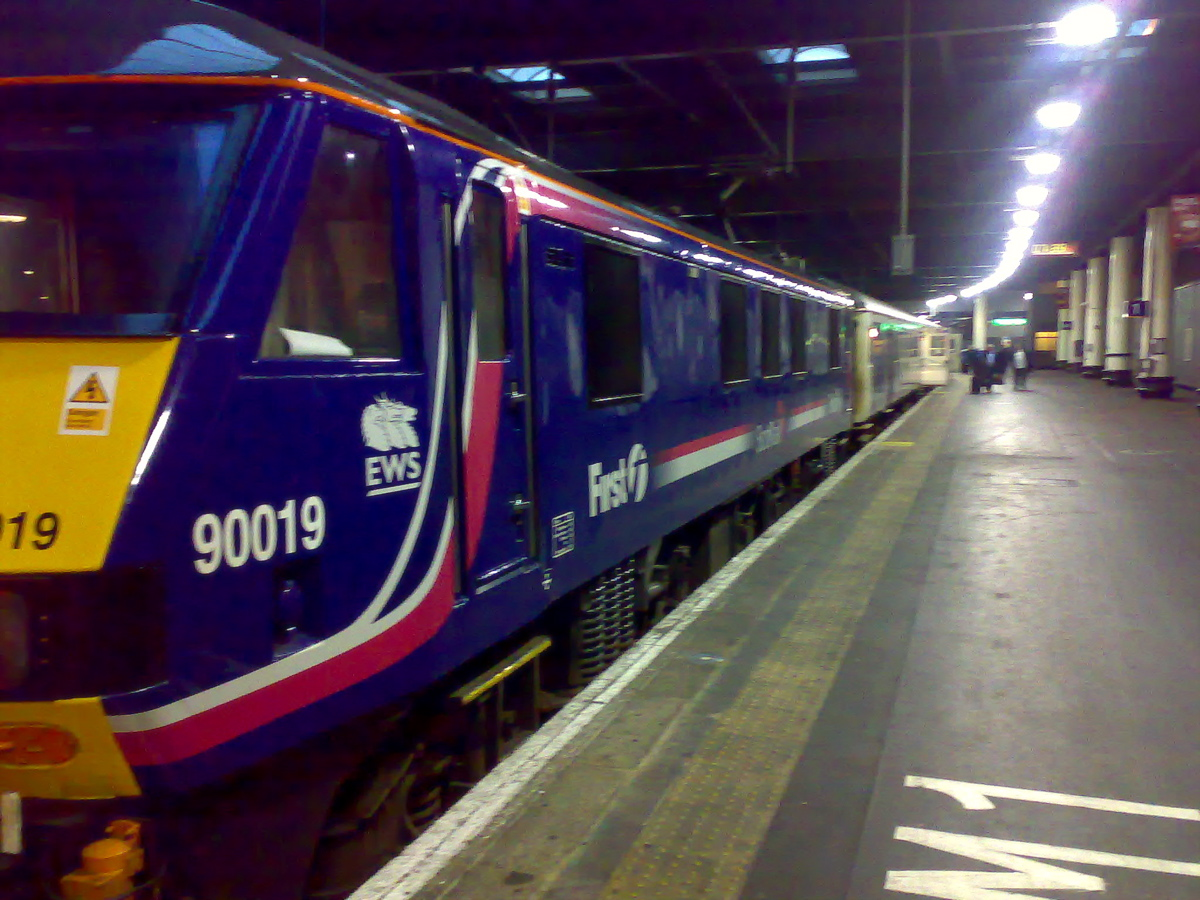
No.90019号车在伦敦优斯顿火车站，“第一苏格兰铁路公司”涂装，2007。
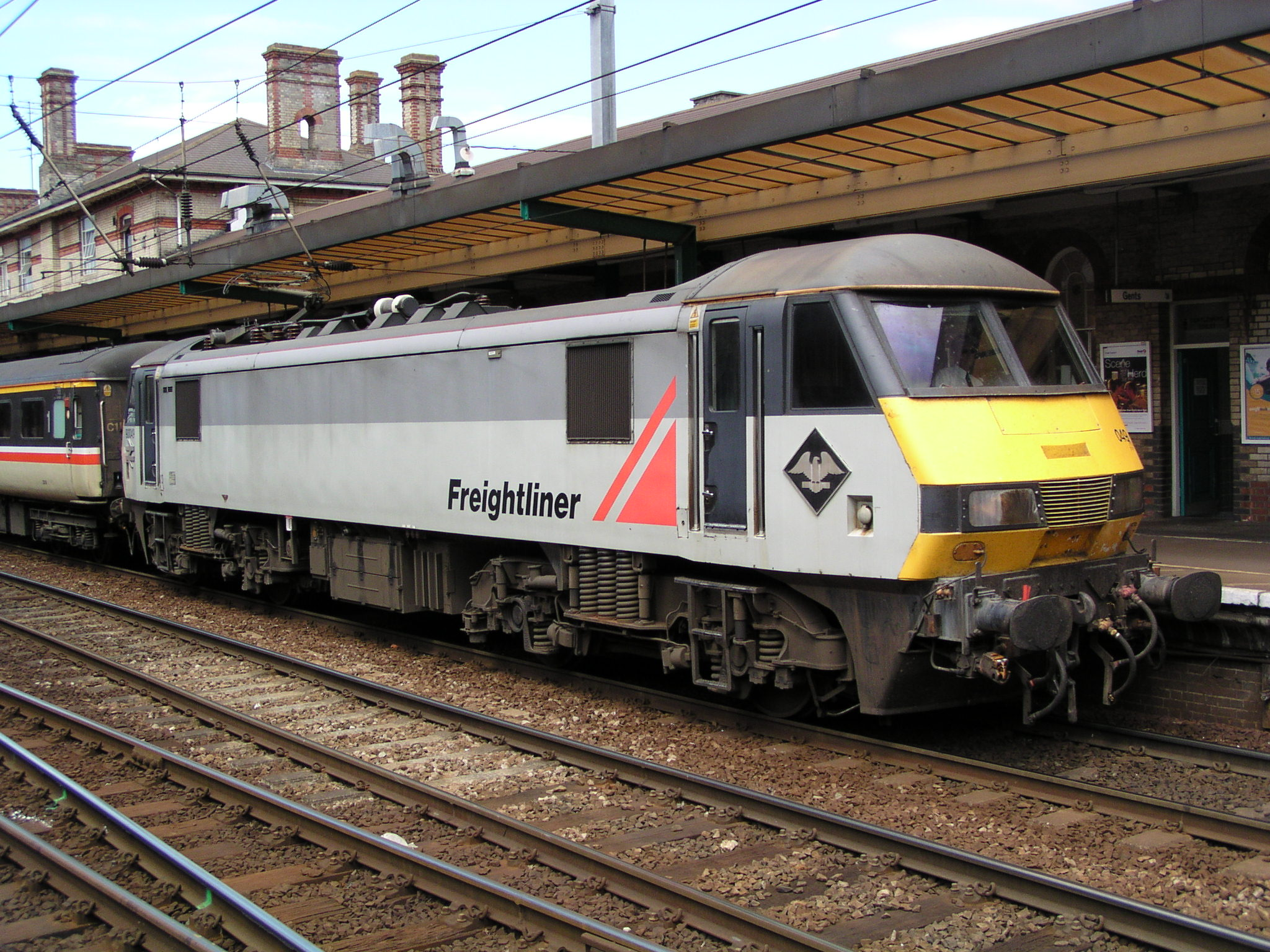
No.90049号车在伊普斯威奇车站(英格兰东部一城市)，独特的货运灰色涂装，正在为盎格鲁铁路公司担当特殊的任务——替代86/2型机车，2003年。
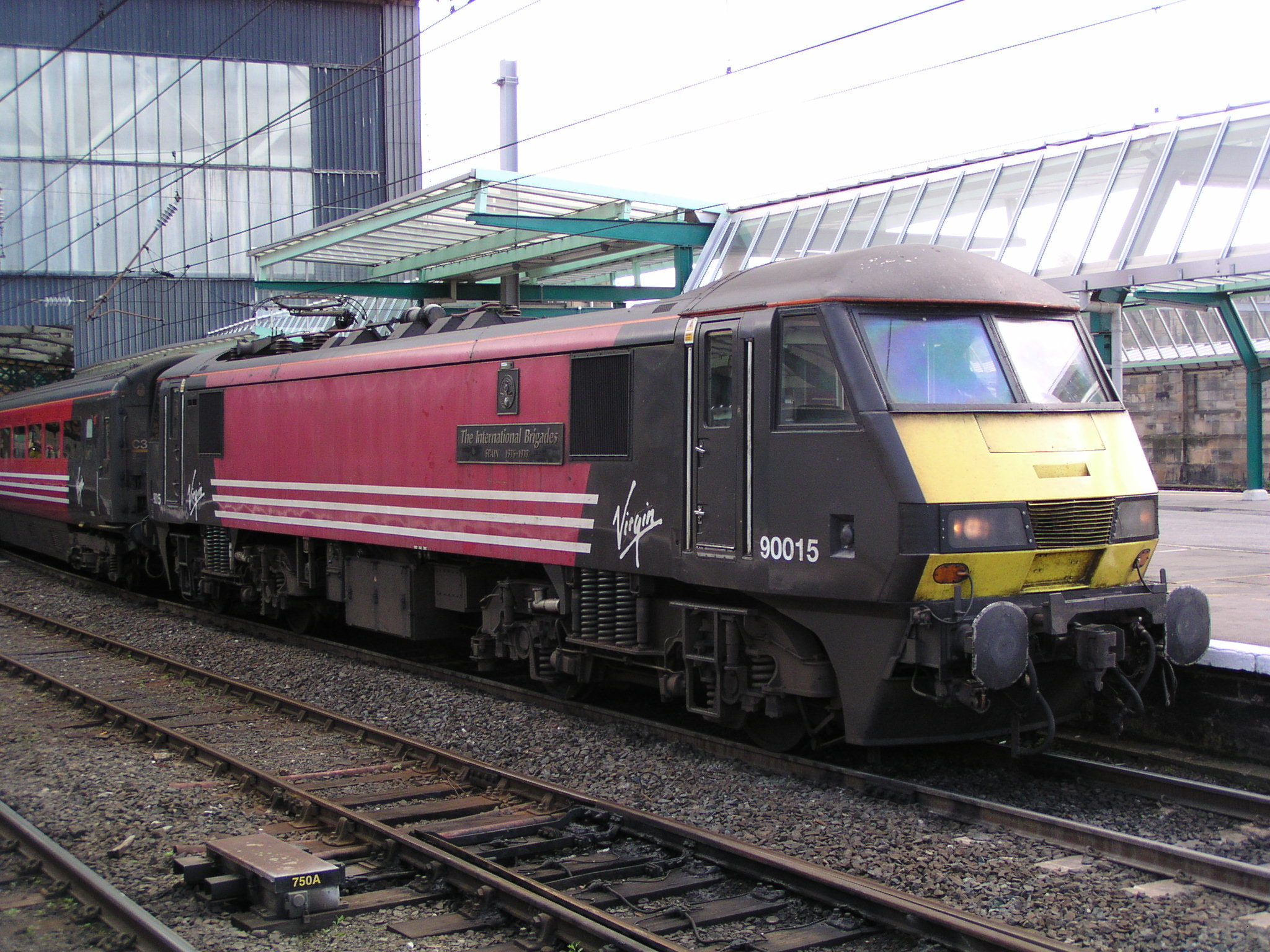
No.90015号车 在卡莱尔(英格兰西北部城市)车站，"西班牙国际纵队1936-1939" 号机车， 维珍铁路公司（Virgin Trains）90系机车的最终涂装，2004。8.27.
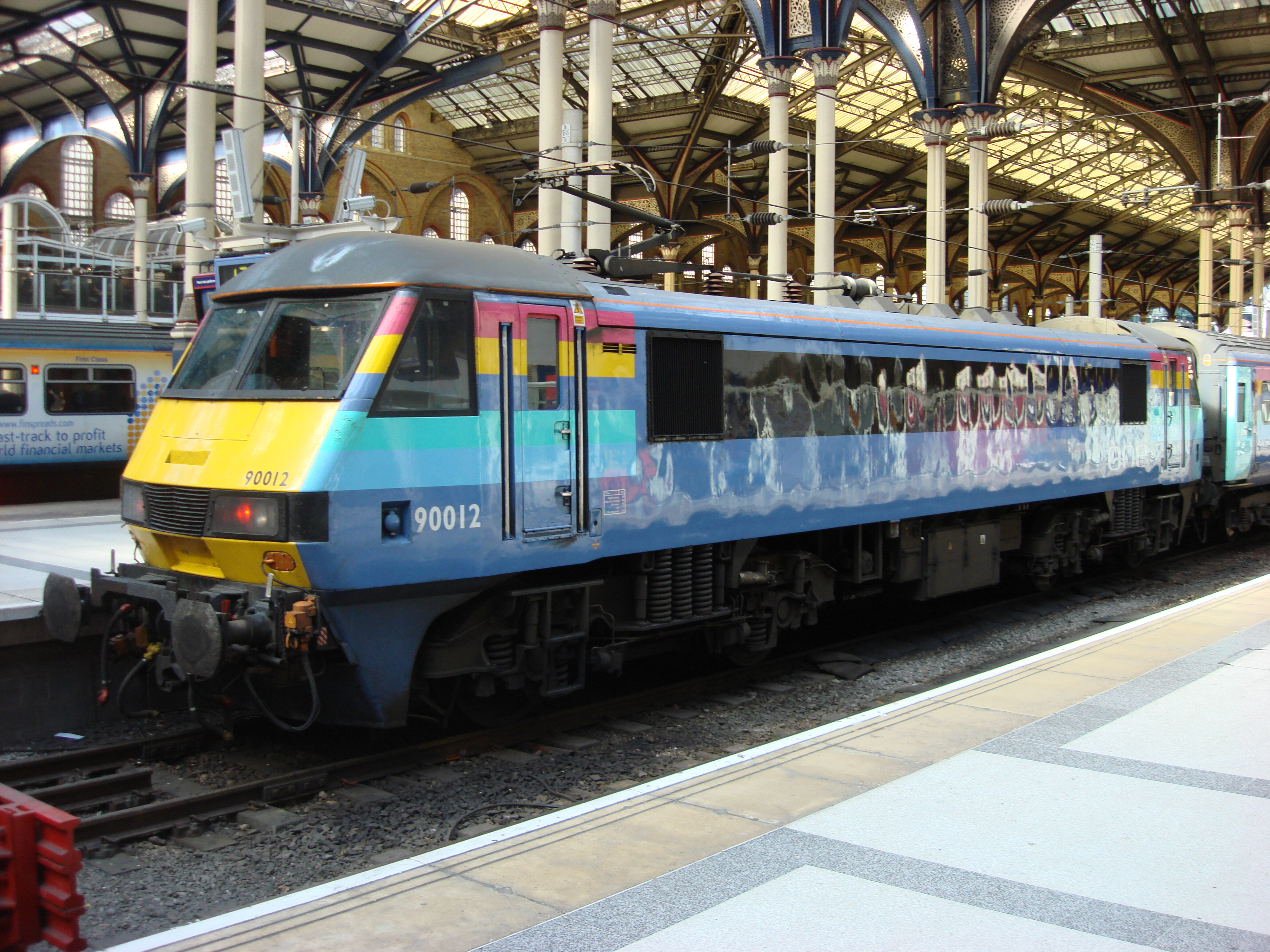
No.90012号车在伦敦利物浦车站，快线公司（one railway）涂装。
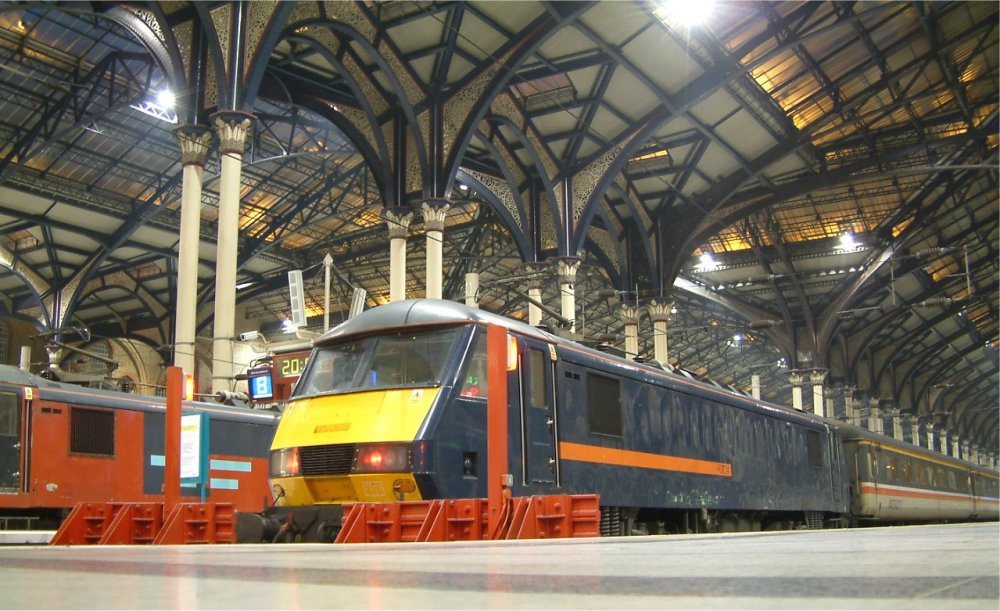
在伦敦利物浦车站，大东北公司（Great North Eastern Railway, GNER）涂装。
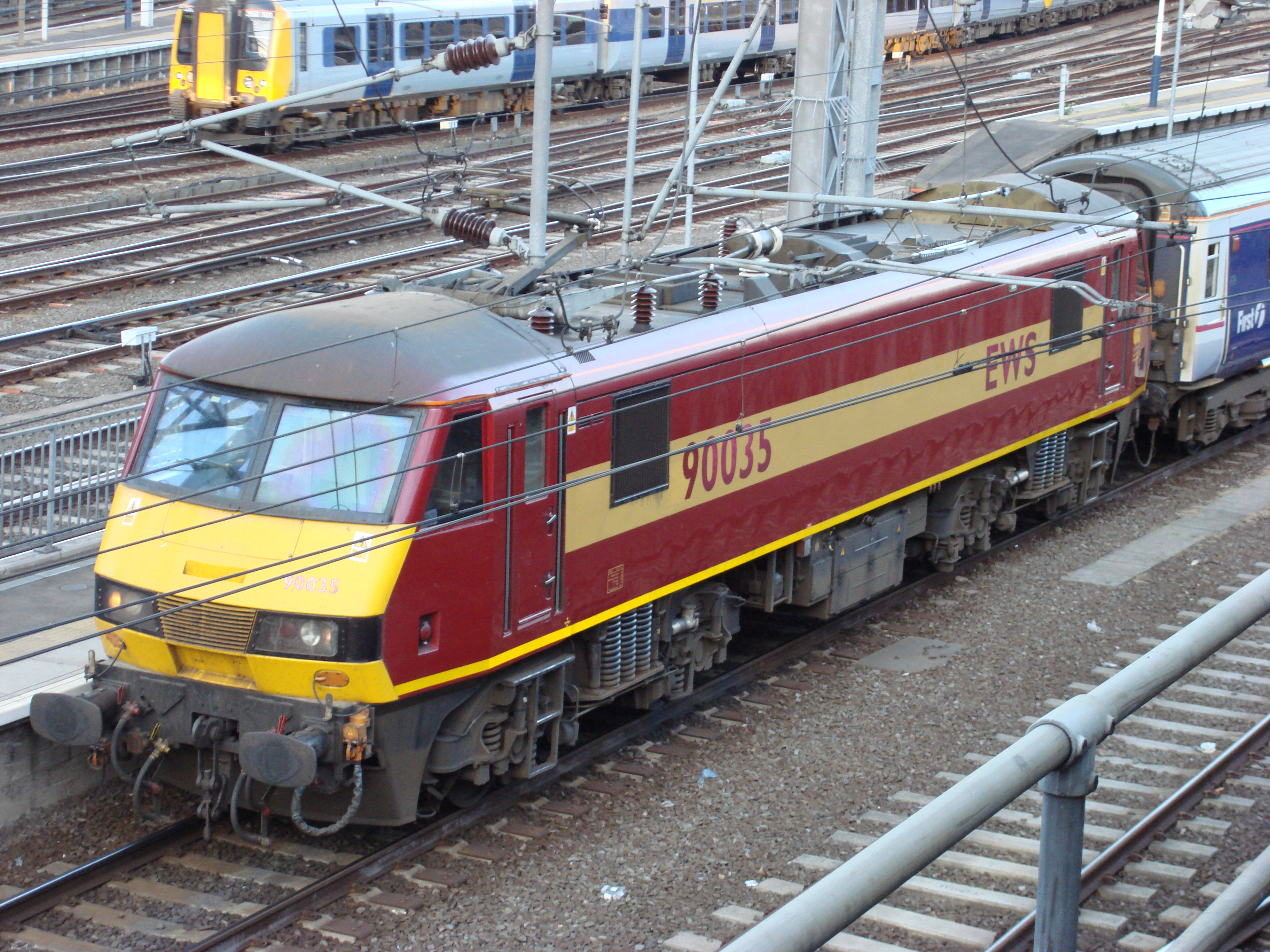
90035号车在伦敦优斯顿火车站货运公司（EWS）涂装。
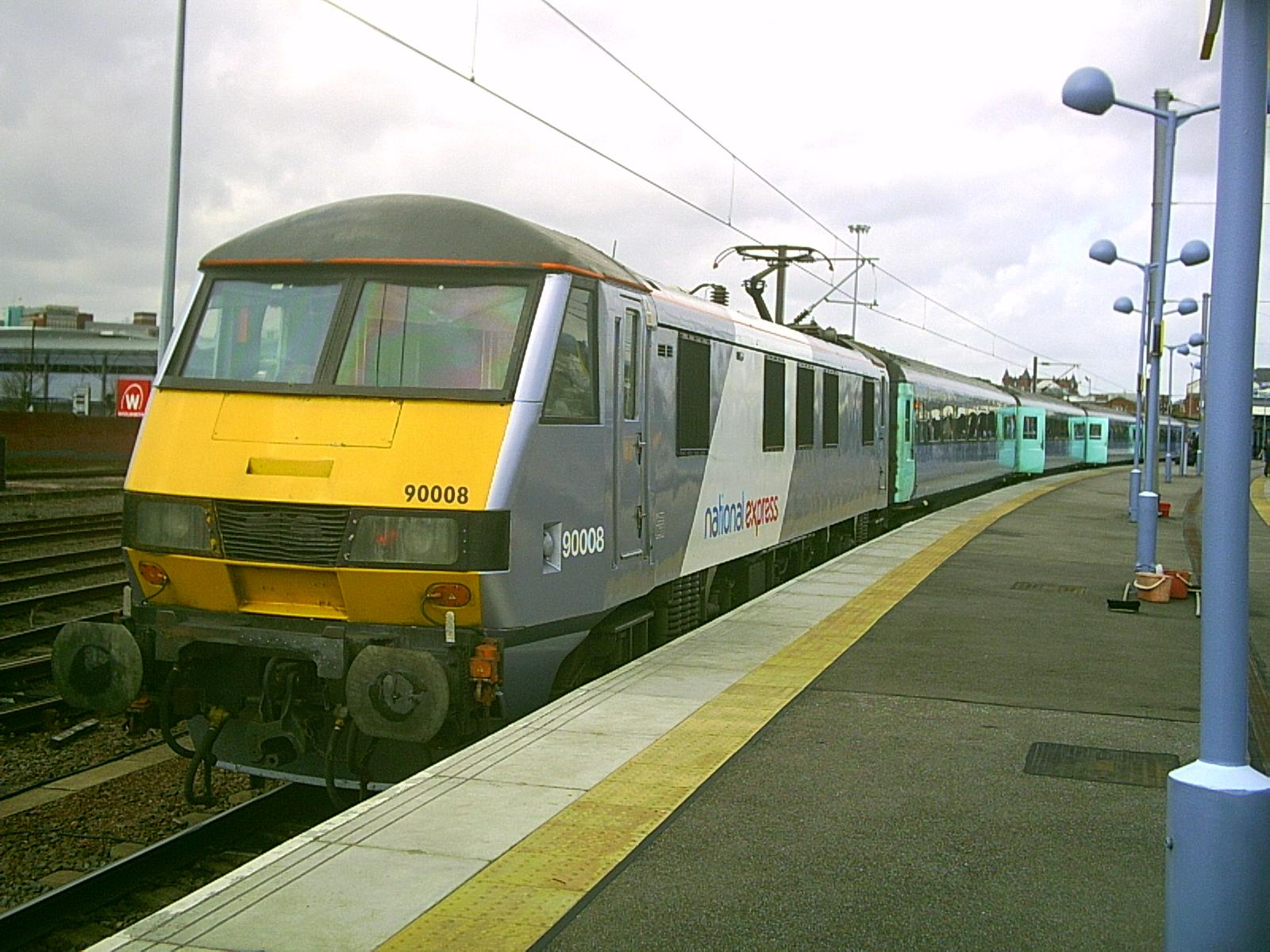
90008号车在诺里奇(英格兰东部)，国铁快线东部盎格鲁涂装。